# 贝尔特朗日 (杜省)
贝尔特朗日（法語：Berthelange，法語發音：[bɛʁtəlɑ̃ʒ]）是法国杜省的一个市镇，属于贝桑松区。

## 地理
贝尔特朗日（47°11'52"N, 5°46'46"E）面积4.07 平方千米，位于法国勃艮第-弗朗什-孔泰大區杜省，该省份为法国东部内陆省份，北起上索恩省，西接汝拉省，东部及东南部与瑞士接壤，东北部与贝尔福地区省接壤。
与贝尔特朗日接壤的市镇（或旧市镇、城区）包括：大梅尔塞、圣维特、埃旺。

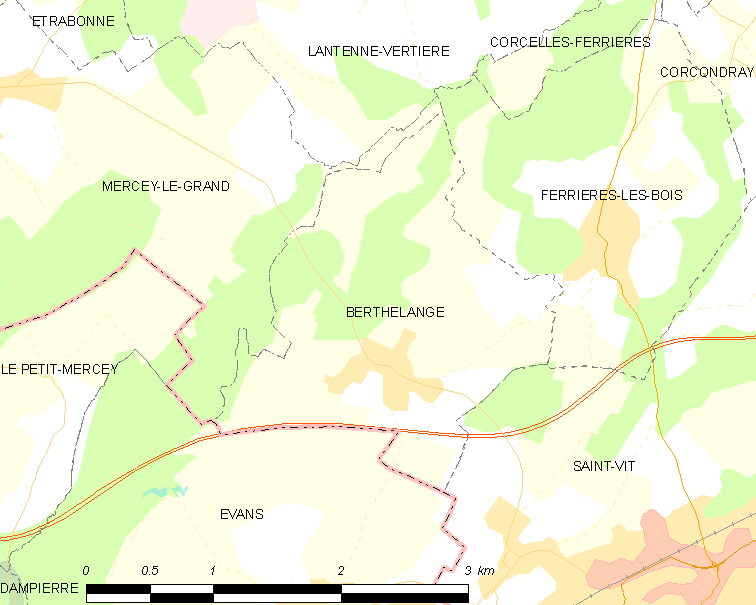
的OSM定位图

贝尔特朗日的时区为UTC+01:00、UTC+02:00（夏令时）。

## 行政
贝尔特朗日的邮政编码为25410，INSEE市镇编码为25055。

## 政治
贝尔特朗日所属的省级选区为圣维特县。

## 人口

1962-2008年间人口变化图示

贝尔特朗日于2022年1月1日时的人口数量为358人。